# Tarte hawaïenne aux patates douces
La tarte hawaïenne aux patates douces est un mets hawaïen à base de patates douces pourpres et de haupia (sorte de blanc-manger au lait de coco et à l'amidon d'arrow-root). C'est un plat similaire à la tarte aux patates douces originaire du sud des États-Unis. Cependant, cette tarte est souvent préparée avec des patates douces d'Okinawa qui sont de couleur pourpre. Elle se compose de trois couches : le fond de tarte est une pâte aux noix de macadamia, la couche intermédiaire est constituée par la portion de patates douces d'Okinawa et la couche supérieure est un nappage de haupia, qui est ajouté lorsque les deux couches inférieures sont refroidies pour l'empêcher de couler,.
Les patates douces d’Okinawa ont une saveur et une texture particulières qui les distinguent des autres types de patates douces, elles ne peuvent donc pas être remplacées sans affecter le résultat final. Les patates douces doivent être bien cuites pour qu'elles deviennent sucrées et virent au violet foncé. Ce dessert est très riche et se prépare à tout moment de l'année.